# Karakumosa repetek
Karakumosa repetek Logunov & Ponomarev, 2020 è un ragno appartenente alla famiglia Lycosidae.

## Etimologia
Il nome proprio è in riferimento al luogo di rinvenimento degli esemplari, la riserva turkmena di Repetek.

## Caratteristiche
L'olotipo maschile ha un cefalotorace lungo 10,80mm, e largo 8,00mm.
Il paratipo femminile ha un cefalotorace lungo 9,20mm, e largo 7,20mm.

## Distribuzione
La specie è stata reperita in piena luce nei pressi di una casa ai margini della Riserva della biosfera di Repetek, situata nella provincia di Lebap, nel Turkmenistan meridionale, nell'agosto 1974. Al 2021 non sono noti altri luoghi di rinvenimento.

## Tassonomia
È la specie tipo del genere Karakumosa.
Questa specie ha varie caratteristiche in comune con la K. badkhyzica. 
Se ne distingue per:
1. Dente di mezzo dell'apofisi mediana è di forma biforcata alla punta.
2. La piastra trasversale posteriore dell'epigino è a forma di manubrio, e le spermateche sono di forma curva e poste in senso orario[1].

Al 2021 non sono note sottospecie e dal 2020 non sono stati esaminati nuovi esemplari.